# Моаи
Моаи су камене скулптуре људских фигура на Ускршњем острву и његов својеврсни заштитни знак. Велико питање је ко је, када, како и зашто израдио, исклесао и поставио те камене скулптуре на острвцу у Пацифику. Направљене су током периода од 1250. до 1500. То су камене, високе статуе, са издуженим лицима, дугим и пљоснатим носевима и ушима. Није разјашњено зашто су направљене и које су значење имале за становнике.
Скоро пола њих се још увек налази у главном каменолому Рано Рараку. Стотине статуа је транспортовано одатле и постављено на камене платформе дуж обода острва. Скоро све имају веома велике главе, који чине три-петине њихових тела. Статуе су још увек стојале кад су први Европљани пристигли, али је већина срушена током каснијих конфликта између кланова.
Занимљиво је да ни острво ни хиљаду тих својеврсних сфинга нису спомињани као једно од светских чуда. Осим што се Ускршње острво спомиње и као мрвица лаве у бескрају Тихог океана, често и као острво хиљаду загонетки, то острво је занимљиво и због свог географског положаја. Постоје оправдани разлози зашто га наутичари називају најусамљеније острво на Земљи на којем живе људи. За то острво се хиљадама година није знало да постоји.

## Историја
Острво је 5. априла 1722. године открио холандски морепловац Јакоб Рогевен. Како је био Ускрс, острво је названо Ускршње. Све до 1888. године острво није припадао никоме, а онда је припојен Чилеу као најближој држави. Доласком туриста острво је опет попримило стари назив Рапа Нуи. Најстарији назив острва је Пито о Те Нехуна што значи Пупак Земље, у последње време је све загонетнији. Не може се са сигурношћу рећи да ли је Ускршње острво најусамљеније место на Земљи, јер удаљеност од Чилеа износи нешто више од 3600 km а од Тахитија, најисточнијег острва Полинезије, Рапа Нуи је удаљен око 5000 km. Ускршње острво је опремљено аеродромом великих капацитета. Наиме кад су стручњаци НАСА-е схватили да је Ускршње острво тачно на путањи њихових свемирских летелица, на том острву су направили једну од најдужих слетно-узлетних стаза на свету.

### Моаи данас
Данас је стручно прихваћено да моаија има више од хиљаду, а старост им се процењује између 400 и 1000 година. Све статуе су израђене из црвенкасто- тамносмеђе вулканске земље. Моаи су изгледом врло слични, али су различитих димензија. Просечна висина тих камених дивова у просеку досеже пет метара, али има их много виших чија висина досеже и 20 m. Маса неких премашује и 100 тона. Само шешир неких моаија тежи и до 10 тона. Посебно је занимљиво питање како су становници Рапа Нуија транспортовали и усправљали моаије у време док на оству није било механизације. Највише кипова има око вулканских кратера – око кратера Рана Као тј. на падинама вулкана Рано Раваку или подно највишег вулканског врха на острву Тера Вака. Сваки од њих одушевљава и збуњује како туристе тако и археологе, етнологе и историчаре. Намећу се многа питања за која до данас нема одговора.